# Johannes Kretzschmar (Archivar)
Theodor Johannes Kretzschmar (* 7. November 1864 in Dresden; † 18. Februar 1947 in Lübeck) war ein deutscher Historiker und Archivar.

## Leben und Werk
Kretzschmar stammte aus Dresden, wo es sein Vater Eduard Theodor Kretzschmar (1817–1900) als Kaufmann und Unternehmer zu Wohlstand gebracht hatte. Seine Mutter Anna Helene, geb. Richter (1837–1927), war eine Tochter von Ludwig Richter. Er besuchte von 1876 bis 1884 die Dresdner Kreuzschule und studierte nach Ableistung des Militärdienstes Geschichte an den Universitäten Leipzig, Freiburg und Berlin. Schon 1888 wurde er mit einer quellenkundlichen Dissertation bei Harry Bresslau in Berlin zum Dr. phil. promoviert. Er betrieb im Auftrag der Provinz Brandenburg weitere Quellenstudien im Vatikanischen Archiv in Rom. Ab 1891 war er in der preußischen Archivverwaltung tätig. Nach Stationen in Marburg, Osnabrück, Hannover und am Preußischen Geheimen Staatsarchiv in Berlin wechselte er 1907 als Staatsarchivar und Senatssekretär in den Dienst der Freien und Hansestadt Lübeck. Hier blieb er bis zu seiner Pensionierung 1932. Am 21. Oktober 1932 verlieh ihm die Universität Upsala ihren Ehrendoktor.
Kretzschmar war als Nachfolger des Historikers Paul Ewald Hasse der erste Facharchivar am Archiv der Hansestadt Lübeck. Er gab der Quellenforschung neue Impulse, baute enge Beziehungen zum Reichsarchiv in Stockholm auf und brachte das Lübecker Archiv auf den Weg in die Moderne. Er ließ eine Restaurierungs- und Fotowerkstatt einrichten und sorgte für die nötige personelle Ausstattung. 1911 konnte eine zweite Wissenschaftler-Stelle eingerichtet werden, die zuerst mit Fritz Rörig und dann 1919 mit Georg Fink besetzt wurde. Als Vorsitzender im Verein für Lübeckische Geschichte und Altertumskunde (1911–1933) und im Hansischen Geschichtsverein (1928–1934) sorgte er für eine enge Zusammenarbeit mit dem Archiv. Von 1919 bis 1934 war er Mitglied der Redaktionskommission der Hansischen Geschichtsblätter.

## Auszeichnungen
- 1932 Ehrendoktorwürde der Universität Uppsala

## Schriften
- Die Formularbücher aus der Canzlei Rudolfs von Habsburg. Wagner, Innsbruck 1889 OCLC 246459703 (Dissertation Universität Berlin 1888, 33 Seiten, rosdok.uni-rostock.de).
- Die Invasionsprojecte der Katholischen Mächte gegen England zur Zeit Elisabeths. Mit Akten aus dem vatikanischen Archiv. Leipzig 1892, OCLC 1070833747 (books.google.de).
- Gustav Adolfs Pläne und Ziele in Deutschland und die Herzöge zu Braunschweig und Lüneburg. (= Quellen und Darstellungen zur Geschichte Niedersachsens 17). Hahn, Hannover 1904 (archive.org).
- Der Heilbronner Bund 1632–1635. Rahtgens, Lübeck 1922, Band 1 (archive.org), Band 2 (archive.org), Band 3 (archive.org).
- Johann Friedrich Hach, Senator und Oberappellationsrat in Lübeck (= Pfingstblätter des Hansischen Geschichtsvereins. 17). Schmidt-Römhild, Lübeck 1926 (purl.uni-rostock.de).

Für die von ihm verfassten ADB-Artikel siehe Autor:Johannes Kretzschmar (Wikisource).